# Winter-Asienspiele 1990/Eishockey
Der Eishockeywettbewerb der II. Winter-Asienspiele fand vom 9. bis 14. März 1990 im japanischen Sapporo statt. Neben der Gastgebernation Japan nahmen drei weitere Länder – die Volksrepublik China, Südkorea und Nordkorea – am Wettbewerb teil. Die Goldmedaille sicherte sich die Volksrepublik China, die das Turnier ohne Niederlage bei nur einem Remis gegen Nordkorea gewann.

## Modus
Jede der vier Mannschaften spielte einmal gegen jede andere Mannschaft. Die Mannschaft mit den meisten Punkten gewann die Goldmedaille.

## Ergebnisse
| März 1990 | Volksrepublik China | 7:2 (-:-, -:-, -:-)  | Südkorea            | Sapporo, Japan Zuschauer: |
| März 1990 | Japan               | 6:2 (-:-, -:-, -:-)  | Nordkorea           | Sapporo, Japan Zuschauer: |
| März 1990 | Volksrepublik China | 6:6 (-:-, -:-, -:-)  | Nordkorea           | Sapporo, Japan Zuschauer: |
| März 1990 | Japan               | 11:7 (-:-, -:-, -:-) | Südkorea            | Sapporo, Japan Zuschauer: |
| März 1990 | Südkorea            | 6:5 (-:-, -:-, -:-)  | Nordkorea           | Sapporo, Japan Zuschauer: |
| März 1990 | Japan               | 2:4 (-:-, -:-, -:-)  | Volksrepublik China | Sapporo, Japan Zuschauer: |

| Pl. |                     | Sp | S | U | N | Tore  | Punkte |
| 1.  | Volksrepublik China | 3  | 2 | 1 | 0 | 17:10 | 5:1    |
| 2.  | Japan               | 3  | 2 | 0 | 1 | 19:13 | 4:2    |
| 3.  | Südkorea            | 3  | 1 | 0 | 2 | 15:23 | 2:4    |
| 4.  | Nordkorea           | 3  | 0 | 1 | 2 | 13:18 | 1:5    |

## Auszeichnungen
| Auszeichnung | Spieler                         | Team  |
| ------------ | ------------------------------- | ----- |
| Topscorer    | Toshiyuki Sakai                 | Japan |
| Topscorer    | 10 Punkte (4 Tore + 6 Vorlagen) |       |

## Medaillenspiegel
| Medaillenspiegel Eishockey | Medaillenspiegel Eishockey | Medaillenspiegel Eishockey | Medaillenspiegel Eishockey | Medaillenspiegel Eishockey | Medaillenspiegel Eishockey |
| Platz                      | Land                       | Gold                       | Silber                     | Bronze                     | Gesamt                     |
| -------------------------- | -------------------------- | -------------------------- | -------------------------- | -------------------------- | -------------------------- |
| 1                          | Volksrepublik China        | 1                          | −                          | −                          | 1                          |
| 2                          | Japan                      | −                          | 1                          | −                          | 1                          |
| 3                          | Südkorea                   | −                          | −                          | 1                          | 1                          |